# Ystads kommun
Ystads kommun är en kommun i Skåne län. Centralort är Ystad.
Kommunen är belägen i södra Skåne med kust mot Östersjön. Jordbruket och handeln har traditionellt varit basnäringarna i kommunen, men andelen sysselsatta inom jordbruket har minskat och numer är tillverkningsindustrin en viktig arbetsgivare. 
Sedan mitten på 1970-talet har befolkningstrenden varit positiv. Efter valen under 2010-talet har olika politiska koalitioner styrt kommunen med växlande majoritets- och minoritetsstyre.

## Administrativ historik
Kommunens område motsvarar socknarna Baldringe, Balkåkra, Bjäresjö, Borrie, Bromma, Glemminge, Hedeskoga, Högestad, Hörup, Ingelstorp, Löderup, Sjörup, Skårby, Snårestad, Stora Herrestad, Stora Köpinge, Sövestad, Valleberga och Öja. I dessa socknar bildades vid kommunreformen 1862 landskommuner med motsvarande namn. I området fanns även Ystads stad som 1863 bildade en stadskommun.
Löderups municipalsamhälle inrättades 18 juni 1927 och upplöstes vid utgången av 1958.
Vid kommunreformen 1952 sammanlades landskommunerna i Löderups landskommun och de då bildade Glemmingebro, Herrestads och Ljunits landskommuner. Ystads stad kvarstod oförändrad.
Ystads kommun bildades vid kommunreformen 1971 av Ystads stad, Löderups, Herrestads och Ljunits landskommuner samt en del ur Glemmingebro landskommun (Glemminge och Ingelstorp).
Kommunen ingår sedan bildandet i Ystads domsaga.

## Geografi
Kommunen är belägen på södra/sydöstra Skåne och gränsar till Simrishamns, Tomelilla, Sjöbo och Skurups kommuner. 

### Topografi och hydrografi
Kommunen har en kustremsa mot Östersjön. Där är landskapet relativt flackt, med en höjdskillnad på omkring 50 meter som generellt lutar åt sydost mot kusten. Kustområden kring hamnen, östra delarna av centralorten och Ystads sandskog är belägna under +5 meter. Längs kusten råder ibland starka undervattensströmmar.
Bland större sjöar finns Krageholmssjön och Ellestadssjön i nordvästra delen av kommunen och genom mellersta delen av kommunen flyter Nybroån från norr till söder och mynnar ut i Östersjön. I öster flyter Kabusaån från nordväst och mynnar även den ut i Östersjön.

### Naturskydd
Det finns 17 naturreservat i kommunen. Backåkra naturreservat är ett gammalt  sandhedslandskap med betande kor. Där växer hedblomster, jungfrulin och backsilja, typiska växter för torrängar. Bland djur och insekter återfinns kamgräsfjäril samt det lilla biet hedsidenbi. Mäktiga sanddyner som byggs på med mer sand hittas i Sandhammarens naturreservat, dit följer sand från Löderup och Hagestad med havsströmmarna. Längre in från kusten finns planterad tallskog som skydd mot sandflykt. Andra naturreservat är exempelvis Ållskog och Svartskylle.

### Administrativ indelning
Fram till 2016 var kommunen för befolkningsrapportering indelad i fem församlingar – Ljunits, Löderups, Stora Köpinge, Sövestadsbygdens och Ystads.

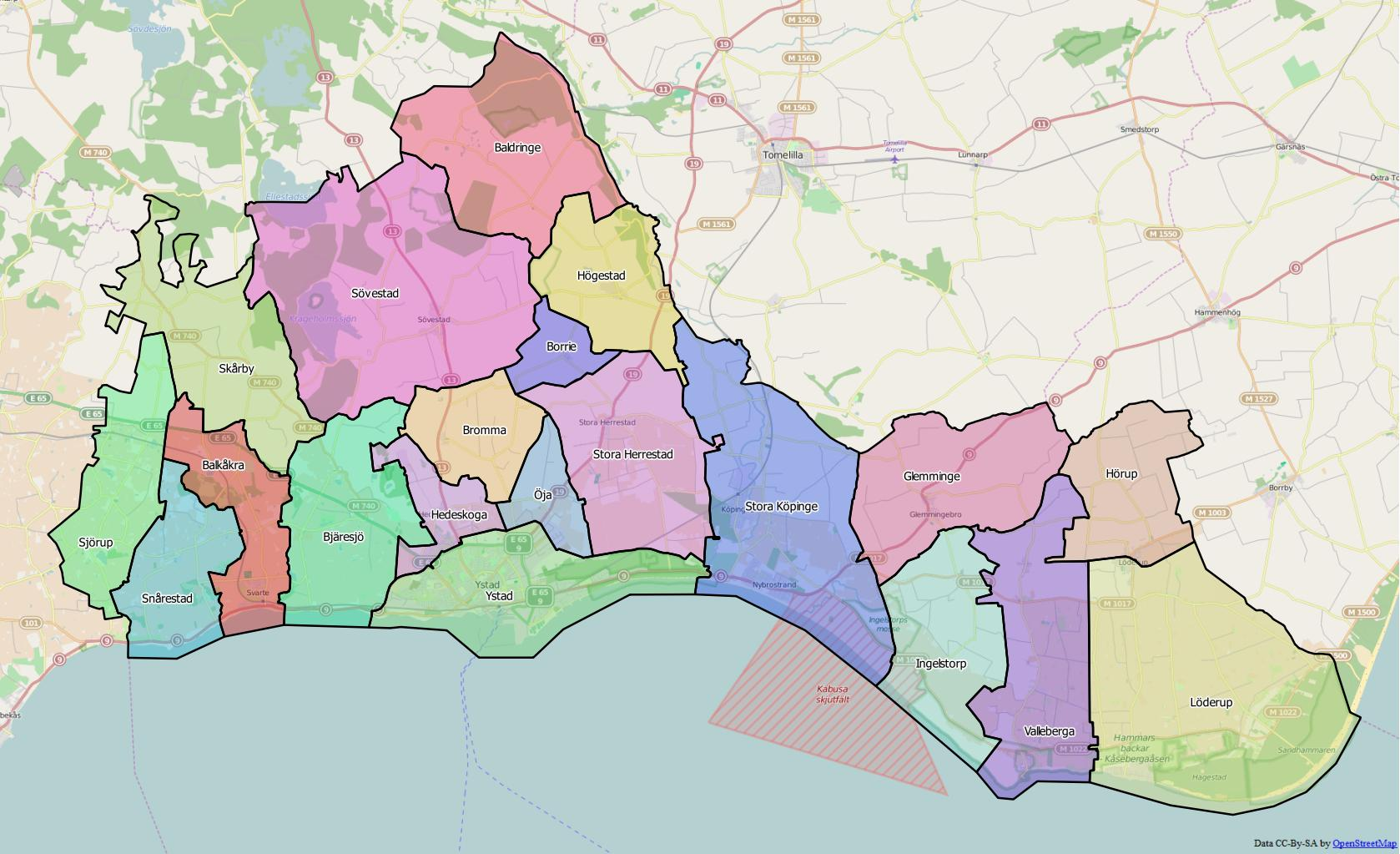
Distrikt inom Ystads kommun

Från 2016 indelas kommunen istället i 20 distrikt:

- Baldringe
- Balkåkra
- Bjäresjö
- Borrie
- Bromma
- Glemminge
- Hedeskoga
- Högestad
- Hörup
- Ingelstorp
- Löderup
- Sjörup
- Skårby
- Snårestad
- Stora Herrestad
- Stora Köpinge
- Sövestad
- Valleberga
- Ystad
- Öja

### Tätorter
År 2020 bodde 84,4 procent av kommunens invånare i någon av kommunens tätorter, vilket var lägre än motsvarande siffra för riket där genomsnittet var 87,6 procent.

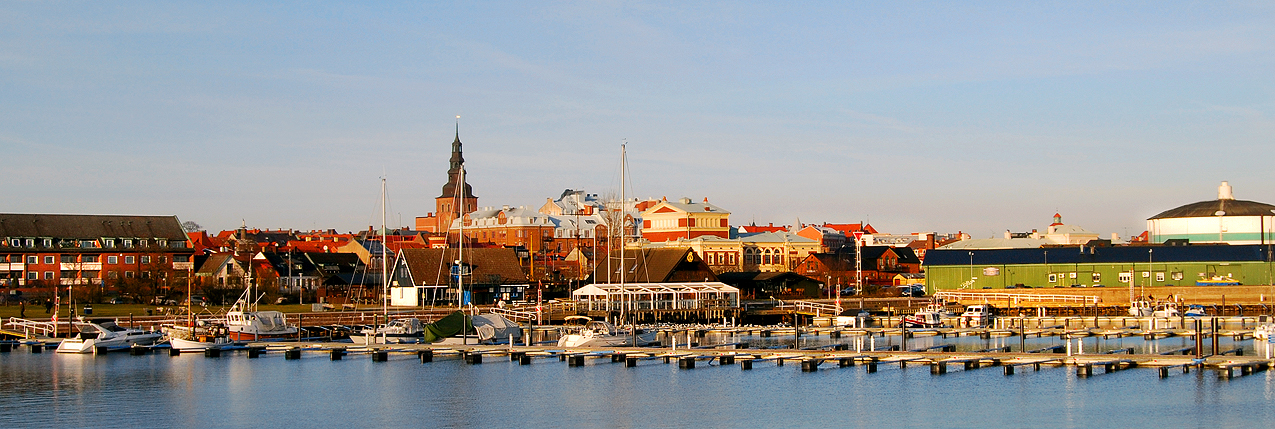
Panorama över centrala Ystad, med nyrenoverade småbåtshamnen i förgrunden.

Vid Statistiska centralbyråns tätortsavgränsning 2020 fanns det 11 tätorter i Ystads kommun:
| Tätort                           | Befolkning |
| -------------------------------- | ---------- |
| Ystad                            | 20 195     |
| Köpingebro                       | 1 265      |
| Nybrostrand                      | 1 338      |
| Svarte                           | 1 005      |
| Löderup                          | 628        |
| Glemmingebro                     | 424        |
| Sövestad                         | 366        |
| Stora Herrestad                  | 315        |
| Hedeskoga                        | 252        |
| Rynge och Vallösa                | 226        |
| Trunnerup, Bleckstorp och Rögla* | 204        |

*Del av tätorten ligger även i Skurups kommun

## Styre och politik

### Styre
Efter 2010 års val tog Alliansen, bestående av Centerpartiet, Folkpartiet, Kristdemokraterna och Moderaterna, tillsammans med Miljöpartiet över makten i kommunen.
Mandatperioden 2014 till 2018 styrdes kommunen av en koalition bestående av Socialdemokraterna och Centerpartiet samt en valteknisk samverkan med Vänsterpartiet. Tillsammans bildade de då en majoritetskoalition. Efter valet 2018 bildade Moderaterna, Liberalerna och Kristdemokraterna en minoritetskoalition. Detta var möjligt genom en valteknisk samverkan med Sverigedemokraterna.

### Kommunfullmäktige

#### Presidium
| Presidium 2022–2026    | Presidium 2022–2026 | Presidium 2022–2026 |
| ---------------------- | ------------------- | ------------------- |
| Ordförande             | M                   | Malin Olsson        |
| Förste vice ordförande | SD                  | Peter Lundgren      |
| Andre vice ordförande  | S                   | Magnus Arling       |

#### Mandatfördelning 1970–2022
| 24 | 11 | 7 | 7 |

| 43 |

| 24 | 13 | 5 | 7 |

| 39 | 10 |

| 24 | 11 | 6 | 8 |

| 39 | 10 |

|  | 23 | 9 | 6 | 10 |

| 37 | 12 |

| 23 |  | 9 | 3 | 13 |

| 39 | 10 |

| 22 |  | 7 | 6 | 13 |

| 41 | 8 |

|  | 22 | 2 | 7 | 4 | 13 |

| 36 | 13 |

|  | 19 |  | 6 | 4 | 2 | 16 |

| 38 | 11 |

|  | 24 | 2 |  | 5 | 3 | 13 |

| 33 | 16 |

| 2 | 19 | 2 |  | 2 | 4 | 2 | 2 | 15 |

| 30 | 19 |

| 2 | 21 |  |  |  |  | 4 | 4 | 2 | 12 |

| 31 | 18 |

|  | 18 | 2 |  | 3 | 4 | 3 | 2 | 15 |

| 29 | 20 |

|  | 18 | 2 | 4 | 3 | 3 | 2 | 16 |

| 30 | 19 |

|  | 20 | 3 | 6 | 4 | 2 |  | 12 |

| 28 | 21 |

| 2 | 15 | 2 | 9 | 5 | 2 | 2 | 12 |

| 31 | 18 |

|  | 16 |  | 10 | 3 | 3 |  | 13 |

| 29 | 22 |

### Nämnder

#### Kommunstyrelse
| Presidium 2022-2026    | Presidium 2022-2026 | Presidium 2022-2026 |
| ---------------------- | ------------------- | ------------------- |
| Ordförande             | M                   | Paula Nilsson       |
| Förste vice ordförande | M                   | Gunilla Andersson   |
| Andre vice ordförande  | S                   | Kevin Rasmussen     |

Källa:

#### Övriga nämnder
| Nämnd                        | Ordförande | Ordförande        | Vice ordförande | Vice ordförande    | Andre vice ordförande | Andre vice ordförande   |
| ---------------------------- | ---------- | ----------------- | --------------- | ------------------ | --------------------- | ----------------------- |
| Barn- och utbildningsnämnden | L          | Per-Olof Lind     | M               | Paula Larsson Jarl | S                     | Karin Voltaire          |
| Gymnasienämnden              | M          | Kevin Sundin      | SD              | Kent Andersson     | S                     | Allan Waktmar           |
| Kultur- och fritidsnämnden   | M          | Sverker Meyer     | SD              | Jan-Åke Isaksson   | S                     | Mårten Mårtensson       |
| Myndighetsnämnden            | M          | Stefan Engdahl    | M               | Ola Pantzar        | S                     | Riccard Axtelius        |
| Samhällsbyggnadsnämnden      | KD         | Håkan Thorén Damm | SD              | Göran Björk        | S                     | Roger Jönsson           |
| Socialnämnden                | M          | Anne Olofsdotter  | L               | Marcus Bräutigam   | S                     | Birgitta Cestrone Nyman |
| Valnämnden                   | M          | Ola Pantzar       | S               | Birgitta Persson   |                       |                         |

### Vänorter
Ystad har två vänorter:
- Druskininkai, Litauen
- Świnoujście, Polen

Vänortavtalen med Ekenäs, Sölleröd, Ballerups kommun och Haugesunds kommun avslutades 2008, då Ekenäs och Sölleröd upphört att vara egna kommuner.
Vänortavtalen med de nordiska vänorterna Ekenäs, Sölleröd och Haugesunds kommun avslutades 2008, då Sölleröd upphört att vara egen kommun och Ekenäs också planerades upphöra och ingå i en större kommun. Tidigare hade representanter för kommunerna träffats vartannat år och "haft gemensamma arrangemang inom bland annat kultur och idrott".

## Ekonomi och infrastruktur

### Näringsliv
Jordbruket och handel än har traditionellt varit basnäringarna i kommunen, men framförallt jordbrukets betydelse har minskat. I början av 2020-talet är omkring 70 procent av områdets areal jordbruksmark, men erbjöd endast  knappt tre procent av arbetstillfällena i kommunen. Tillverkningsindustrin är desto större och svarade för cirka 9 procent av arbetstillfällena. Bland företag inom detta område märks Polykemi AB, som arbetar med plastindustri, och Vossloh Nordic Switch Systems AB, som tillverkar växelkomponenter för järnväg. Andra större arbetsgivare är kommunen och Region Skåne, främst genom  lasarettet i Ystad.

### Infrastruktur

#### Transporter
Den svenska sträckan av Europaväg 65, liksom riksvägarna 13 och 19, har sin utgångspunkt i centralorten. Riksväg 9 genomkorsar kommunen likväl som järnvägen Malmö–Ystad–Simrishamn. Hållplats finns på Ystads station. I tätorten Ystad finns också en hamn, vilket är en av de viktigaste svenska gränsstationerna till länder utanför EU. Därifrån finns färjeförbindelse med Rønne på Bornholm och Świnoujście i Polen. Från Ystads hamn går huvuddelen av godstrafiken mellan Norden och Polen.

#### Sjukvård
Lasarettet i Ystad drivs av Region Skåne och ingår i sjukvårdsförvaltningen Skånes universitetssjukvård. År 2018 arbetade omkring 1000 personer på akutmottagningen eller mottagningar och vårdavdelningar inom ett flertal olika specialiteter. Sjukhuset ansvarar för tarmoperationer, så kallad kolonkirurgi, och manlig sterilisering på patienter från större delen av Skåne.

## Befolkning

### Demografi

#### Befolkningsutveckling
Kommunen har 32 106 invånare (31 december 2024), vilket placerar den på 84:e plats avseende folkmängd bland Sveriges kommuner.
| Befolkningsutvecklingen i Ystads kommun 1970–2020                                                               | Befolkningsutvecklingen i Ystads kommun 1970–2020 | Befolkningsutvecklingen i Ystads kommun 1970–2020 | Befolkningsutvecklingen i Ystads kommun 1970–2020 | Befolkningsutvecklingen i Ystads kommun 1970–2020 |
| --- | ------------------------------------------------- | ------------------------------------------------- | ------------------------------------------------- | ------------------------------------------------- |
| |                                                   |                                                   |                                                   |                                                   |
| År |                                                   |                                                   | Folkmängd                                         |                                                   |
| 1970 | 1970                                              |                                                   | 24 039                                            |                                                   |
| 1975 | 1975                                              |                                                   | 23 693                                            |                                                   |
| 1980 | 1980                                              |                                                   | 23 773                                            |                                                   |
| 1985 | 1985                                              |                                                   | 23 900                                            |                                                   |
| 1990 | 1990                                              |                                                   | 24 999                                            |                                                   |
| 1995 | 1995                                              |                                                   | 25 752                                            |                                                   |
| 2000 | 2000                                              |                                                   | 26 182                                            |                                                   |
| 2005 | 2005                                              |                                                   | 27 120                                            |                                                   |
| 2010 | 2010                                              |                                                   | 28 338                                            |                                                   |
| 2015 | 2015                                              |                                                   | 28 985                                            |                                                   |
| 2020 | 2020                                              |                                                   | 30 970                                            |                                                   |
| Anm: Uppgifterna avser förhållandena den 31 december enligt den kommunala indelningen den 1 januari året efter. |                                                   |                                                   |                                                   |                                                   |

#### Utländsk bakgrund
Den 31 december 2015 utgjorde antalet invånare med utländsk bakgrund (utrikes födda personer samt inrikes födda med två utrikes födda föräldrar) 3 166, eller 10,92 % av befolkningen (hela befolkningen: 28 985 den 31 december 2015). Den 31 december 2002 utgjorde antalet invånare med utländsk bakgrund enligt samma definition 2 109, eller 7,99 % av befolkningen (hela befolkningen: 26 383 den 31 december 2002).

#### Invånare efter de vanligaste födelseländerna
Den 31 december 2015 utgjorde folkmängden i Ystads kommun 28 985 personer. Av dessa var 2 588 personer (8,93 %) födda i ett annat land än Sverige. I denna tabell har de nordiska länderna samt de 12 länder med flest antal utrikes födda (i hela riket) tagits med. En person som inte kommer från något av de här 17 länderna har istället av Statistiska centralbyrån förts till den världsdel som födelselandet tillhör.
| Födelseland      | Födelseland                       | Födelseland |
| ---------------- | --------------------------------- | ----------- |
| 31 december 2015 |                                   |             |
| 1                | Sverige                           | 26 397      |
| 2                | Polen                             | 460         |
| 3                | Europeiska unionen: Övriga länder | 319         |
| 4                | Danmark                           | 264         |
| 5                | Asien: Övriga länder              | 207         |
| 6                | Tyskland                          | 179         |
| 7                | Finland                           | 154         |
| 8                | Syrien                            | 142         |
| 9                | Irak                              | 128         |
| 10               | / SFR Jugoslavien/FR Jugoslavien  | 108         |
| 11               | Bosnien och Hercegovina           | 105         |
| 12               | Europa utom EU: Övriga länder     | 83          |
| 13               | Sydamerika                        | 72          |
| 14               | Thailand                          | 62          |
| 15               | Norge                             | 59          |
| 16               | Nordamerika                       | 57          |
| 17               | Afrika: Övriga länder             | 56          |
| 18               | Afghanistan                       | 53          |
| 19               | Iran                              | 22          |
| 20               | Turkiet                           | 17          |
| 21               | Somalia                           | 15          |
| 22               | Oceanien                          | 8           |
| 23               | Sovjetunionen                     | 7           |
| 24               | Eritrea                           | 5           |
| 25               | Island                            | 3           |
| 25               | Okänt födelseland                 | 3           |

## Kultur

### Kulturarv
I mitten på 1200-talet grundades Gråbrödraklostret i Ystad av bröder från franciskanorden. Det är en av Sveriges äldsta bevarade klosterbyggnader och används numer som museum. Ett annat kulturarv är Ales stenar, vilket är Sveriges största bevarade skeppssättning.
Ett senare arv är Dag Hammarskjölds Backåkra, en plats han köpte 1957 i syfte att bosätta sig på. Där har FN:s säkerhetsråd hållit möte och platsen används numer som museum och konferensanläggning.

### Kommunsymboler

#### Kommunvapen
Blasonering: I med röda rosor bestrött fält av guld ett upprest krönt, blått lejon med röd krona och beväring.
Vapnet bygger på ett sigill med lejon och rosor som fanns för Ystads stad under medeltiden, men djuret omvandlades så småningom till en grip. När vapnet fastställdes för Ystads stad år 1936 återgick man till ursprunget. Även de landskommuner med vilka Ystad lades samman 1971 (Glemmingebro, Herrestad och Löderup) hade vapen. Dock registrerades stadsvapnet för den nya kommunen år 1974.

#### Kommunfågel
Gråhakedoppingen är Ystads kommunfågel.

#### Logotyp
Kommunen använder numera oftast en logotyp bestående av ett stiliserat "Y".